# Sonia Huguet
Sonia Huguet o Sonia Huguet-Raiwisque (nom de casada) (Saint-Avold, Mosel·la, 13 de setembre de 1975) va ser una ciclista francesa. El 2003 es va proclamar campiona nacional en ruta.

## Palmarès en carretera
- 2003
  -  Campiona de França en ruta
- 2004
  - 1a a la Fletxa Valona

## Palmarès en pista
- 1996
  -  Campiona de França en puntuació
- 2004
  -  Campiona de França en puntuació
- 2005
  -  Campiona de França en puntuació